# Pătulele
Pătulele là một xã thuộc hạt Mehedinți, România. Dân số thời điểm năm 2002 là 4505 người.